# Frederik Christian Breitendich
Frederik Christian Breitendich, född 28 december 1702 i Köpenhamn, död där 19 oktober 1775, var en dansk organist, som tjänstgjorde vid Sankt Nikolaj Kirke i den danska huvudstaden.
År 1741 utnämndes Breitendich till hovorganist, 1746 tillika till "hovviolon" (cembalist) och lärare för prinsessorna. Hans samtida, Carl August Thielo, nämner honom med utmärkelse som en man, der med rätta "fortjener Navn og Berømmelse".
Enligt kungligt privilegium uppsatte Breitendich 1736 ett av 36 (i Amsterdam gjutna) klockor bestående klockspel i Sankt Nikolaj Kirkes torn, vilket sju år senare flyttades till Vor Frue Kirkes torn och där förstördes vid bombardementet 1807.
Breitendich utgav den första danska Fuldstændig Choral-Bog (1764), samt två småskrifter Et lidet Forsøg paa at lære sig selv at synge en Choral efter Noder och Kort og eenfoldig Undervisning i at sette Harmonien tilsammen efter de over Noderne satte Tall ell. Ziffere (1766).